# Castello dei Seyssel d'Aix
Il castello dei Seyssel d'Aix è situato a Sommariva del Bosco (CN).

## Descrizione

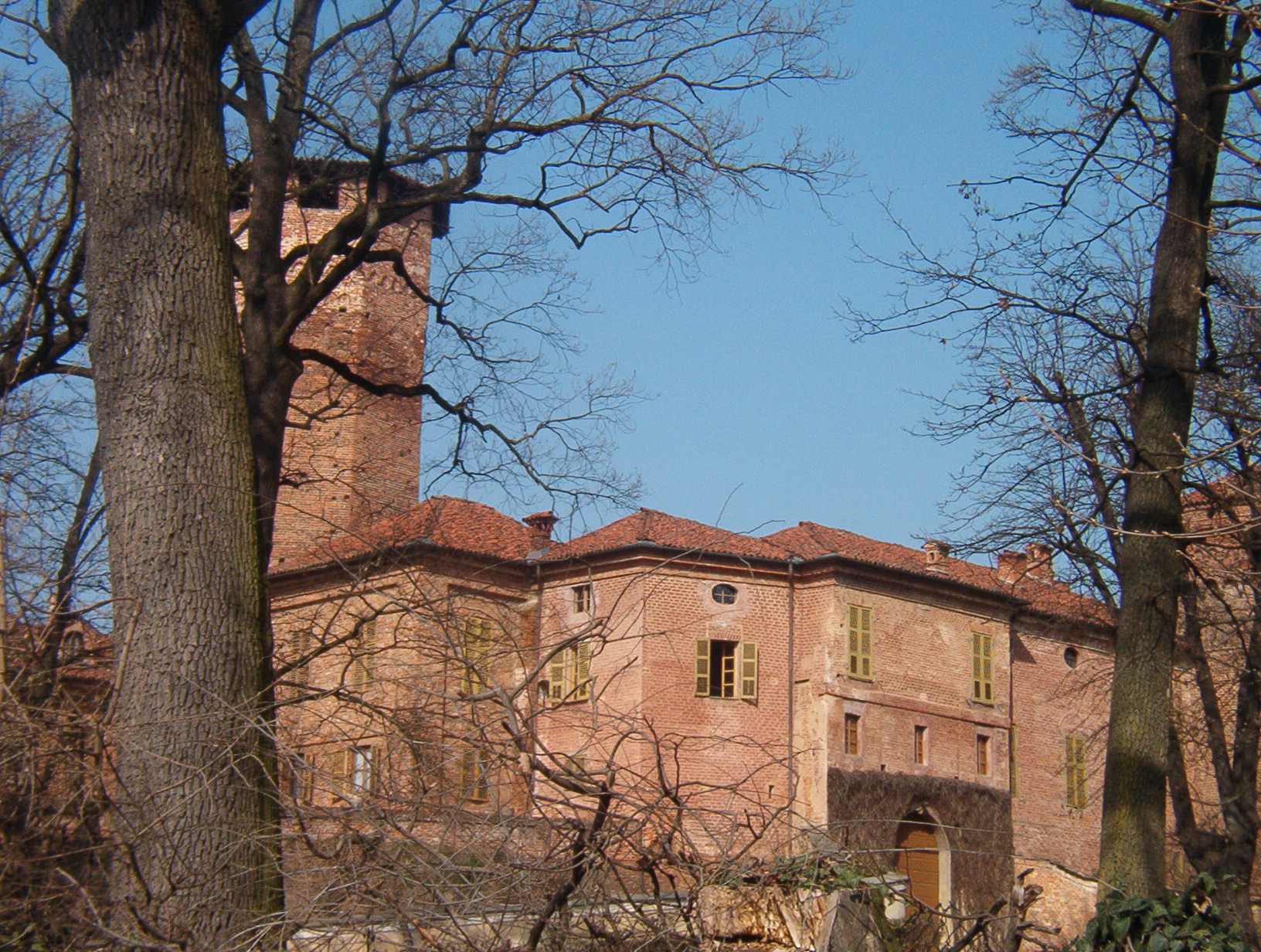
Il castello visto da vicino

L'imponente fortificazione del castello dei Seyssel d'Aix sovrasta l'abitato di Sommariva del Bosco. La parte occidentale del complesso, che si affaccia sulla pianura, è una grande ala settecentesca con le caratteristiche di una villa o residenza nobiliare, mentre dell'antica struttura a piazzaforte circolare con le sue nove torri rimane il lato nord (visibile dalla salita di via Carlo Alberto, detta del "podio”, che dal Comune sale verso il quartiere alto e più antico dell'abitato): ne fanno parte tre massicce torri duecentesche cilindriche e il grande torrione ottagonale del XIII secolo  che sorge nel cortile interno, incorniciato da un loggiato progettato da Benedetto Alfieri.
Sotto le radici degli alberi del parco secolare che oggi circonda il castello, si trovano le rovine del nucleo più antico del borgo, progressivamente demolito nella storia per arrangiamenti di tipo strategico.

## Storia
Il complesso è per metà costituito dall'edificio originario, che risale forse a prima dell'Anno Mille ed era senz'altro già edificato nel 1153: questa caratteristica ne fa uno degli edifici più antichi e meglio conservati di tutto il Roero.
Teatro di varie vicende storiche tra le quali assedi, battaglie epiche, tradimenti, giuramenti, torture ed esecuzioni, il castello fu da sempre al centro delle mire espansionistiche delle famiglie nobiliari locali per la sua unica posizione strategica: degli Acaja, dei Roero e dei Savoia, i quali lo cedettero nel 1733 ai Seyssel d'Aix, attuali possessori e abitanti del bene architettonico.